# Ugnouas
Ugnouas település Franciaországban, Hautes-Pyrénées megyében. Lakosainak száma 86 fő (2022. január 1.). Ugnouas Bazillac, Camalès, Tostat és Villenave-près-Marsac községekkel határos.

## Népesség
A település népessége az elmúlt években az alábbi módon változott:
| Lakosok száma | 72   | 74   | 77   | 79   | 82   | 83   | 83   | 84   | 86   |
|               | 2013 | 2015 | 2016 | 2017 | 2018 | 2019 | 2020 | 2021 | 2022 |